# الحصابين (إب)
الحصابين هي إحدى قرى الجمهورية اليمنية. وهي تتبع جغرافيًا لمحافظة إب. وإداريًا لمديرية العدين. يبلغ تعداد سكانها 2531 نسمة حسب الإحصاء الذي جرى عام 2004.